# Audioracconto
Con l'espressione audioracconto o audiostoria, si intende un insieme di opere narrative, interviste, recensioni, fiabe, favole e trame di cartoni animati, telefilm o lungometraggi, incise su supporti discografici come 45 giri, LP, Musicassette, CD ed MP3, dotati di una colonna sonora di sottofondo e da canzoni che fungono da collante tra una scena e l'altra, corredate da albi, fascicoli, o libri su cui poter seguire la storia anche leggendo, interpretati da doppiatori ed attori professionisti di grande fama..
Di particolare successo furono, a partire dagli anni sessanta, audiostorie come le Fiabe Sonore e negli anni '80 I Raccontastorie e C'era una volta, o di album discografici dedicati alle serie animate giapponesi come Heidi (prima parte - seconda parte), La storia di Lady Oscar, La storia di Lulù, Jacky, W i Re Magi, Mio mini pony e Cristalli, petali e misteri per Sailor Moon..

## Esempi
Esempi di Audioracconti in 45 giri:
- Fiabe sonore
- Cico e Bum/Le buone azioni di Cico e Bum

Esempi di Audioracconti in LP:
- Heidi (prima parte - seconda parte)
- La storia di Lady Oscar
- La storia di Lulù
- Jacky
- W i Re Magi
- Mio mini pony

Esempi di Audioracconti in Musicassetta:
- I Raccontastorie
- C'era una volta

Esempi di Audioracconti in CD:
- Cristalli, petali e misteri per Sailor Moon